# تنقيح

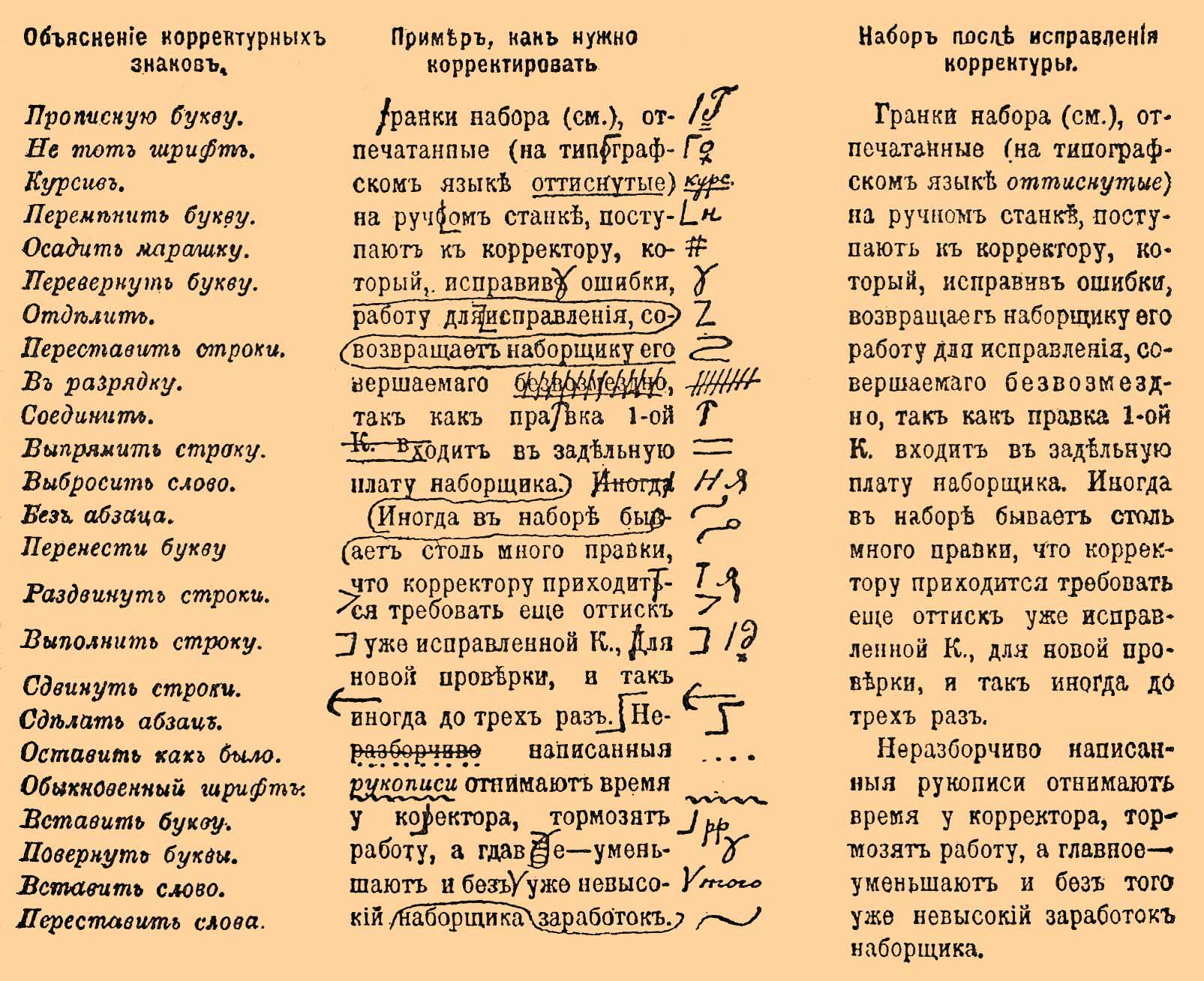

التنقيح أو التدقيق اللغوي هو تصحيح النصوص المكتوبة أو المنطوقة من الناحية الإملائية والنحوية والصرفية، وإضافة علامات الوقف والترقيم.  برزت الحاجةُ لوظيفةِ التدقيقِ اللغوي بعد دخول الصحافة والمطبوعات إِلَىٰ البلاد العربية، وظهور الأخطاء المطبعية التي تسببتْ في الإحراج لكثير من الجهات. وتعتمد هذه المهنةُ على خبرةِ العاملين فيها بقواعدِ اللغة العربية وأصولها.
ولا قسم في الجامعات لهذا التخصص بل ثمة أقسامٌ لتعليم اللغة العربية في كلية دار العلوم وكليات الآداب والتربية، واللغة العربية في جامعة الأزهر.

## التاريخ
برزتْ فكرةُ التدقيقِ قديمًا عندما أصدر بعضُ النحويين العربُ كتبًا في هذا المجال مثل:
- كتاب ما تلحن فيه العامة للكسائي [4]
- كتاب لحن العوام لأبي بكر الزبيدي[5]

## التدقيقُ اللُغَوي

### البشري
التدقيقُ اللغويُّ هو وظيفةٌ بشريةٌ في الأساس وذلك لصعوبة إلمام الآلة بفهم اللغات الطبيعية كالبشر.  ؛ لذا تنتشر هذه الوظيفةُ في معظم الجهات التي تقوم بالنشر مثل: دور الصحافة، ودور نشر المطبوعات، ومحطات الإذاعة، ومحطات التلفاز، وفي الأفلام التاريخية والوثائقية.

### الآلي
هناك مقالاتٌ مفصلةٌ عن التدقيق النحوي الآلي والتدقيق الاملائي الآلي.
أنشئت برمجياتٌ لمراجعةِ القواعد في اللغة الإنجليزية Grammar Checker، ومراجعة الأخطاء الاملائية Spell Checker، وأُضيفتْ إليها لغاتٌ أخرىٰ عدة من ضمنها اللغةُ العربية. إلا أن هذه البرمجياتِ لا تغني عن التدقيق اللغوي البشري من خلال المتخصصين حتى الآن.
وتستعمل كلمة صح وكذا وما يعادلهما إشارة إلى صحة الكتابة.